# Paluknys

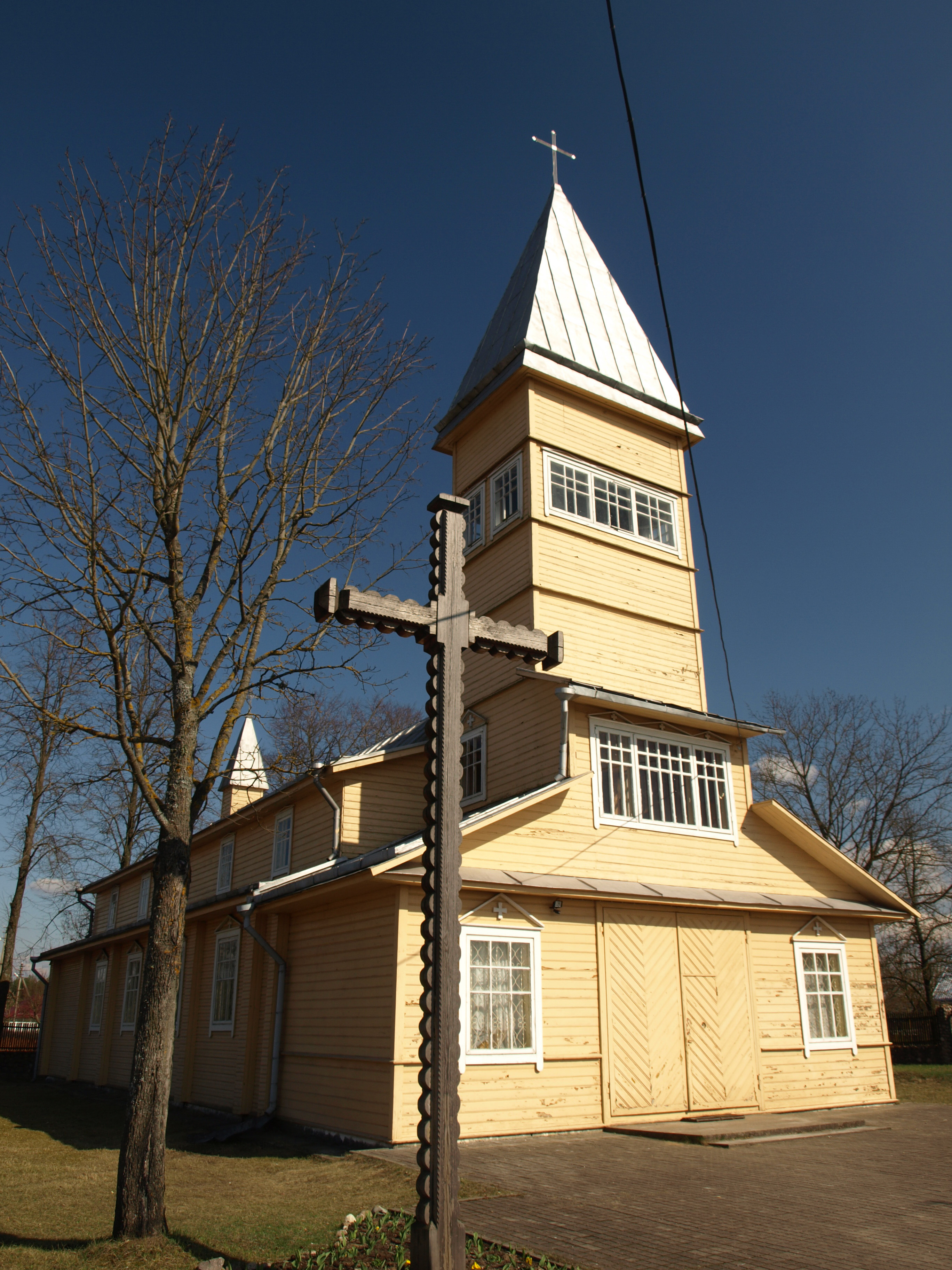
Kirche St. Johannes der Täufer in Paluknys

Paluknys ist eine kleine Stadt (miestelis) und Sitz des Amtsbezirks Paluknys in der Rajongemeinde Trakai, im Bezirk Vilnius in Litauen.

## Geschichte
Paluknys entstand aus einem Straßendorf. 1794  errichtete man eine Kapelle. 1921 wurde eine katholische Pfarrgemeinde gegründet.
Während der sowjetischen Periode (in Sowjetlitauen) wurde die experimentelle Merkys-Farmsiedlung  des litauischen Vieh- und Veterinärinstituts (der heutigen Veterinärakademie der Litauischen Universität für Gesundheitswissenschaften) gegründet. Auch wurde der Sportklub von Luftfahrttechnik Vilnius am Ministerium für Leichtindustrie der LSSR gegründet. Hier wurde der Segelflugzeug-Sport im Flughafen Paluknys betrieben.
2011 wurde das Wappen von Paluknys genehmigt.